# AKB48第27張單曲選拔總選舉
AKB48第27張單曲選拔總選舉～由歌迷選擇的64個議席～（日語：AKB48 27thシングル選抜総選挙～ファンが選ぶ64議席～），又稱為AKB48第4屆選拔總選舉（日語：AKB48第4回選抜総選挙），是由歌迷以投票形式決定AKB48第27張單曲《格子花紋》參與成員的選舉活動。投票劵隨AKB48第26張單曲《仲夏的Sounds good!》附送，另外相關網站的會員等等都可以投票。
這個是AKB48在2009年至2018年間的年度活動。由於AKB48成員人數眾多，不能夠讓所有成員都參與單曲的工作，編舞排位上也有先後之分。例如「中心」（センター）是編舞站位上最引人住目的位置，然後有其他更後、更不顯眼的站位，也有不能參加單曲的成員。有別於其他由製作單位決定人選的單曲，歷屆選拔總選舉後發行的單曲——《Maybe是藉口》、《無限重播》和《飛翔入手》——均是由歌迷投票決定各成員受支持的程度排名，然後以得出的排名來決定參與單曲演唱的人選名單和位置。
本屆候選人（包括研究生）共有237名，包括AKB48成員88名、SKE48成員64名、NMB48成員64名以及HKT48成員21名。
上屆第1位前田敦子退出本屆選舉。投票期由2012年5月22日10時開始，至同年6月5日15時結束，結果於2012年6月6日在日本武道館公佈。開票主持人跟2011年一樣，都是德光和夫和木佐彩子。
這個總選舉比上屆規模更大。首先，總選舉參選人數由去年的150人增至237人，當選名額也由40席增至64席。其次，這是首次有電視台（富士電視台）直播總選開票過程，YouTube和Google+上亦有現場直播。選拔總選舉亦受到不少媒體關注。在開票會場上，共有133間日本國內的媒體公司（168媒體，700人），以及來自8個國家或地區（香港、英國、美國、中国大陆、台灣、法國、澳洲和韓國）的記者來採訪。

## 概要

### 選舉詳情
AKB48在2012年3月25日舉行的「業務連絡。拜託了，片山部長！in埼玉超級競技場」演唱會的最終公演上宣佈舉辦第四屆總選舉。投票期由同年5月22日10時開始，至同年6月5日14時59分結束，橫跨15天。速報於5月23日在AKB48劇場公佈。最終結果於2012年6月6日在日本武道館公佈。
以下共10組人士擁有投票權：
1. AKB48第26張單曲《仲夏的Sounds good!》通常盤、初回限定盤購入者
2. AKB48歌迷會「二本柱之會」會員
3. AKB48 Mobile會員
4. SKE48 Mobile會員
5. NMB48 Mobile會員
6. HKT48 Mobile會員
7. AKB48 LIVE!! ON DEMAND月費會員
8. AKB48官方智能手機會員
9. SKE48 LIVE!! ON DEMAND月費會員
10. AKB OFFICIAL NET會員

根據AKB48官方網站，計算票數的方法跟往年一樣，委托跟AKB48無關的第三者機構點票。開票環節會由律師監察下進行。當日律師會將載有結果的信封帶到會場，然後由司儀在台上剪開信封揭曉。
取得第1位的成員會於開票結果當日23時在YouTube和Google+現場直播其「表明信念（日語：所信表明）」的演說。

### 直播
今屆首次由富士電視台播放特別節目《AKB48第4屆選拔總選舉 特別現場直播》（第4回選抜総選挙 生放送SP），由7時開始直播整個開票過程。節目中由主播伊藤利尋和山﨑夕貴負責在錄影廠主持，嘉賓則有關根勤、山亮太等人；日本武道館現場則由主播渡邊和洋負責。已退選的前田敦子也出席了這個直播節目。節目跟普通的選舉節目一樣使用L形畫面，以便隨時看到現場情況和插入速報。
此外，Google+的特設網站和YouTube的AKB48官方頻道上亦實時現場直播開票過程。為面向海外的歌迷，直播同時設有日語版和英語即時傳譯版。在Google+的特設網站上，若觀眾對當時的情況感動或有同感，可以即時按「+1」按鈕，網站會以圖表即時顯示當時有多少人按了「+1」。
本屆選拔總選舉並沒有任何電影院作現場直播。

### 海外官方活動
除了日本國內，AKB48官方亦為總選舉在海外舉辦了一些活動。在中国大陆，AKB48於網上舉辦了「中國AKB48總選舉2012」，首三名依次為渡邊麻友、柏木由紀和大島優子。另外亦在新浪微博和騰訊微博舉辦了「微博預測活動」。在台灣，AKB48官方在戰略高手南京店和位於西門町誠品116的AKB48 Cafe舉辦了現場直播活動。在香港，AKB48香港專門店所在地——西九龍中心也舉行了現場直播活動。

### 開票活動
開票環節於日本武道館進行，當日現場約有12,000名觀眾。會場的座位分為4種，分別是很難看到舞台的「死角席」（1500日圓）、完全看不到舞台的「就是在這裏席」（480日圓，舞台正後方）、「2樓席」（2000日圓）和普通的「指定席」（3000日圓）。

## 當選名額
當選名額由上屆的40人增加至64人。單曲選拔成員從上屆的21人減少至16人，「媒體選拔」制度亦隨之廢除。上屆的Under Girls成員則重新編成第17位至第32位的Under Girls（アンダーガールズ）、第33位至第48位的Next Girls（ネクストガールズ）以及第49位至第64位的Future Girls（フューチャーガールズ）三組。第65位或以下的所有成員是「圈外」。
由於候選人共有237人，當選比率約為27.0%。單曲選拔成員能夠演唱AKB48第27張單曲的A面曲，其餘3組則各自演唱不同的B面曲。64人中，第1位、第17位、第33位和第49位（每個組別的第1位）分別是這4首歌曲的中心位置。「中心」（センター）是編舞站位上最引人住目的位置，然後隨着排名下降，站位亦會變得更後，圈外的成員甚至不能參與第27張單曲的工作。

## 候選人名單
以下僅為舉行選舉時的團隊情況。

### AKB48（88名）
- Team A（15名）：岩佐美咲、多田愛佳、大家志津香、片山陽加、倉持明日香、小嶋陽菜、指原莉乃、篠田麻里子、高城亞樹、高橋南、仲川遥香、中田千智、仲谷明香、前田亞美、松原夏海
- Team K（15名）：秋元才加、板野友美、內田真由美、梅田彩佳、大島優子、菊地綾香、田名部生來、中塚智實、仁藤萌乃、野中美鄉、藤江麗奈、松井咲子、峯岸南、宮澤佐江、横山由依
- Team B（15名）：石田晴香、河西智美、柏木由紀、北原里英、小林香菜、小森美果、佐藤亞美菜、佐藤菫、佐藤夏希、鈴木紫帆里、鈴木瑪莉亞、近野莉菜、增田有華、宮崎美穗、渡邊麻友
- Team 4（16名）：阿部瑪利亞、市川美織、入山杏奈、岩田華怜、大場美奈、加藤玲奈、川榮李奈、島崎遥香、島田晴香、高橋朱里、竹内美宥、田野優花、仲俣汐里、中村麻里子、永尾瑪利亞、山内鈴蘭
- 研究生（27名）：伊豆田莉奈、小林茉里奈、藤田奈那、小嶋菜月、名取稚菜、森川彩香、大森美優、扎伊爾德橫田繪玲奈（サイード横田絵玲奈）、佐佐木優佳里、平田梨奈、武藤十夢、相笠萌、雨宮舞夏、岩立沙穗、梅田綾乃、大島涼花、岡田彩花、北汐莉、北澤早紀、篠崎彩奈、高島祐利奈、長谷川晴奈、光宗薰、村山彩希、茂木忍、森山櫻（森山さくら）、渡邊寧寧

### SKE48（64名）
- Team S（14名）：大矢真那、加藤琉美、木崎由里亞、木下有希子、桑原瑞希、須田亞香里、高田志織、出口陽、中西優香、平田璃香子、平松可奈子、松井珠理奈、松井玲奈、矢神久美
- Team KII（16名）：赤枝里里奈、阿比留李帆、石田安奈、小木曽汐莉、加藤智子（日语：加藤智子）、後藤理沙子、佐藤聖羅、佐藤實繪子、高柳明音、秦佐和子、古川愛李、松本梨奈、向田茉夏、矢方美紀、山田澪花、若林倫香
- Team E（13名）：磯原杏華、上野圭澄、梅本圆、金子栞、木本花音、小林亞實、酒井萌衣、柴田阿弥、高木由麻奈、竹内舞、都築里佳、原望奈美、山下由加里（山下ゆかり）
- 研究生（21名）：井口栞里、内山命、鬼頭桃菜、斉藤真木子、松村香織、犬塚朝奈（犬塚あさな）、小林絵未梨、水埜帆乃香、市野成美、岩永亞美、江籠裕奈、大脇有紗、荻野利沙、菅奈奈子（日语：菅なな子）、新土居沙也加、日置实希、藤本美月、二村春香、古畑奈和、宫前杏实、山田瑞穗（山田みずほ）

### NMB48（64名）
- Team N（16名）：小笠原茉由、門脇佳奈子、岸野里香、木下春奈、小谷里步、近藤里奈、篠原栞那、上西惠、白間美瑠、福本愛菜、松田栞、山口夕輝、山田菜菜、山本彩、吉田朱里、渡邊美優紀
- Team M（15名）：太田里織菜、川上礼奈、木下百花、島田玲奈、城惠理子、高野祐衣、谷川愛梨、肥川彩愛、藤田留奈、三田麻央、村上文香、村瀬紗英、矢倉楓子、山岸奈津美、与仪凯拉
- 研究生（33名）：沖田彩華、小柳有沙、東由樹、石田優美、鹈野瑞希（鵜野みずき）、古賀成美、佐藤天彩、中川紘美、西澤瑠莉奈、林萌萌香、山本瞳（山本ひとみ）、赤澤萌乃、石塚朱莉、井尻晏菜、植田碧麗、梅原真子、太田夢莉、加藤夕夏、上枝惠美加、日下木之实（日下このみ）、久代梨奈、黒川葉月、河野早紀、小林莉加子、佐佐木七海、杉本香乃、高山梨子、東郷青空、久田莉子、三浦亚莉沙、室加奈子、薮下柊、山内翼（山内つばさ）

### HKT48（21名）
- Team H（16名）：穴井千尋、植木南央、熊澤世莉奈、兒玉遙、古森結衣、下野由貴、菅本裕子、田中菜津美、谷口愛理、中西智代梨、松岡菜摘、宮脇咲良、村重杏奈、本村碧唯、森保圓、若田部遙
- 研究生（5名）：安陪恭加、今田美奈、江藤彩也香、仲西彩佳、深川舞子

## 選前

### 前田敦子退選
2012年3月25日，在「業務連絡。拜託了，片山部長！in埼玉超級競技場」演唱會的最後一天，即是宣布舉辦這次總選舉的日子，前田敦子以「為了眾多的後輩」、「朝向20歲的夢想」為由，宣布即將畢業（意即「退出組合」，但多指自願退出），當時並未公布畢業詳情。她將是所有曾取得總選舉頭10名的成員中首名畢業的成員。4月4日15時，一段由前田談及其畢業和總選舉的影片上載到YouTube和Google+，前田在影片後半段宣布退出這次總選舉。此外，直至本次總選舉完結為止，前田都尚未退出AKB48——她的畢業日期為8月27日。
上屆總選舉第1位、被稱為「絕對王牌（絶対的エース）」、「不變的中心（不動のセンター）」的前田敦子退選是本屆焦點之一。她和大島優子一直佔了頭2位，前田離開後令此慣例不再。此外，前田上屆得到的票數139,892票。大量「前田票」的流向對總選舉的影響重大。有人認為這些票會流向其摯友高橋南。另外亦有人認為沒有前田的總選舉並沒有任何意義。AKB48在演藝界的歌迷、曾為AKB48另一代表活動「猜拳大會」擔任裁判的山亮太評論說第1位的前田退選後，歌迷會認為自己支持的成員有機會上位而變得更熱烈，亦指這次選舉將決定「新生AKB」的頂點。

### 第26張單曲發行
附有投票劵的《仲夏的Sounds good!》於5月23日發行，首周銷量達161.7萬張，刷新Oricon公信榜的首周銷量紀錄。在單曲的三個版本中，只有通常盤Type-A和Type-B附有投票劵，劇場盤則沒有。6月8日，日本唱片協會宣布這張單曲的出貨量突破二百萬張。日本上一張被認證為雙百萬的單曲是SMAP在2003年3月發行的《世界上唯一的花》。

### 選舉宣傳
由4月17日至投票結束，《日刊體育》每天刊載了總選舉候選人的資料。5月5日，AKB48在YouTube上的官方專頁開始發佈候選人自我介紹的短片。5月16日，講談社出版了《AKB48總選舉官方指南2012》（AKB48総選挙公式ガイドブック 2012），內有全部237名成員的個人介紹、成員訪問等。這本書以首周銷量約8.3萬本取得Oricon公信榜首位，令《官方指南》連續三年都奪得首位。5月22日，各組合的手機網站開始發佈全部成員的選舉海報。這些海報亦刊載於《官方指南》內。

### 消息公布
5月31日，AKB48宣布第27張單曲的4首歌曲均已定下商業搭配。選拔成員的歌曲將被用作「NTT Plala 光TV」、「UHA味覺糖」和「Apamanshop」三間公司的廣告歌曲。Under Girls的將被用作「Seven Net Shopping」的廣告歌曲，另外每名成員均能出一本個人寫真集。Next Girls的歌曲將被用作「JOYSOUND」的廣告歌曲，另外每名成員均能獨自出現在雜誌《FRIDAY》上。Future Girls的歌曲將於近日公開，另外每名成員均能獨自刊載在雜誌《週刊SPA!》上。此外，全部圈外的成員均能於各雜誌有1頁以上的個人特寫。

### 預測和調查
在總選舉前夕，演藝界內外人士均有預測結果。AKB48的「官方對手」乃木坂46預測渡邊麻友和指原莉乃將會是第1位和第2位。爆笑問題的田中裕二則預測大島優子和渡邊麻友將會是第1位和第2位。
「Le Grand（ルグラン）」分析了部落格、社交網絡服務、在各媒體的出現時間等大量數據，得出上屆第2位大島優子將於今屆以4萬票拋離第2位，而篠田麻里子和指原莉乃的票數將大幅上升並分別得第2位和第3位等的結論。6月5日，在「AKB48 CAFE&SHOP」舉行的預想會上，獲抽中而出席的50名歌迷預測的首3位是大島優子、柏木由紀和渡邊麻友，另外會上亦提出在速報位於圈外的川榮李奈以及HKT48的菅本裕子和宮脇咲良亦是值得注意的成員。
另外，不少媒體也有就結果作問劵調查。網站「Ameba Pigg」以「預測誰人第一」和「喜歡的成員」兩條問題進行調查，結果兩者都是大島優子最高（69%和19%）。調查公司「MACROMILL」（マクロミル）以「向誰人投票」進行調查，結果首3位分別是大島優子、篠田麻里子和板野友美；該公司亦發現上屆投票予前田的人中，近三成人會投票給大島，其次是渡邊麻友和指原莉乃，另外小部份人決定不會投票。

## 速報
5月23日（投票期第二天），AKB48於AKB48劇場公布首日的投票結果。當時的首3位依次是大島優子（15,093票）、柏木由紀（12,654票）和渡邊麻友（11,329票），只有這3名成員的票數超過一萬。另外上屆第9位的指原莉乃躍升至第4位。上屆第6位的小嶋陽菜則在速報中跌出「神7」，得第11位。
相比上屆，姊妹組合SKE48佔的人數比例大幅增加，在64席中佔17席。去年結果為40席中位6席。歷屆總選舉都在SKE48中排名最高的兩名成員「W松井」——松井玲奈和松井珠理奈分別取得第7位和第8位，排名均有上升。以上述「W松井」為首，高柳明音（第20位）、古川愛李（第22位）、秦佐和子（第24位）等17名SKE48成員都出現在速報榜上。松井玲奈表示「非常吃驚」，並對SKE48飛躍性的進步感到十分開心。其他姊妹組合也有成員進入64位內。NMB48有5名成員進榜，其中以山本彩（第18位）排名最高。僅於2011年10月成立的HKT48亦有1人上榜，為研究生江藤彩也香（第62位）
此外，速報中共有3名研究生（即是正式成員以外的成員）進榜，分別是AKB48的武藤十夢（第30位）、SKE48的松村香織（第39位）和上述的江藤彩也香。其中武藤十夢和江藤彩也香在Yahoo! JAPAN的搜尋次數於投票期開始至發表速報期間急劇上升，武藤十夢更曾進入搜尋排行榜。

## 開票過程

### 開場
活動開始前的幕後公告由政治評論家田原總一郎負責。內容為「日本的未來將由AKB擔起。在場各位將見證歷史的瞬間。不過請不要拍攝」。
總選結果公佈前，首先由AKB48、SKE48、NMB48和HKT48的成員演唱，順序是《I love you 我愛你！》（SKE48）、《萬歲Venus》（SKE48）、《海岸邊最可愛的女孩！》（NMB48）、《情歌般的下課鈴》（HKT48）、《Everyday、髮箍》（AKB48）和《仲夏的Sounds good!》（AKB48），然後各231名成員依HKT48、NMB48、SKE48、AKB48的順序，輪流手持名牌入場。
接着來自第三者機構的律師將裝有結果的鋁合金手提箱拿到台上。為免手提箱被人搶去，直至手提箱交到司儀為止，律師的手跟手提箱是以手銬銬在一起的。

### 公布結果
結果由第64位開始發表。Future Girls中最高排名的成員是AKB48唯一上榜的研究生武藤十夢，成為Future Girls的中心。Next Girls中最高排名的成員是AKB48 Team A的岩佐美咲。兩人都是首次當選。首次參與總選舉的武藤表示會「為了不會浪費這個機會而努力」，岩佐則表示會「努力做好中心位置以報答支持者」。
不少成員的排名都大幅下滑，包括第64位小森美果（去年第32位）、第52位多田愛佳（去年第25位）、第38位宮崎美穗（去年第27位）等。另一方面，又有不少成員是首次當選。除了上述兩個組別的中心外，還有AKB48的仲谷明香（第36位）、中田千智（第37位）和小林香菜（第41位）、SKE48的中西優香（第63位）、向田茉夏（第35位）、松村香織（第34位）、NMB48的山田菜菜（第46位）、小笠原茉由（第60位）等等。其中小林香菜在知道結果後高興得衝向同期的秋元才加互擁。
成員在發表感言時跟現場觀眾有不少互動，包括第58位市川美織跟觀眾一起說「好想變成新鮮檸檬」、第43位福本愛菜向觀眾發射「（福本的暱稱）波動砲」等等。
Under Girls方面，由小木曾汐莉（第32位）至大矢真那（第27位）連續6名都是SKE48成員。每當司儀德光和夫讀出「SKE48」一詞，都引起會場中的呼聲。最後以高柳明音（第23名）為首，SKE48於Under Girls取得8席。另一姊妹組合NMB48也有2人進入這個組別，分別是NMB48人氣最高的兩名成員——山本彩（第18名）和渡邊美優紀（第19名）。其中山本彩發表感言時說「因為我的目標是選拔組的第16位，所以（取得這名次）令我十分不甘」。
由於單曲選拔成員名額由21個減少16個，部份去年的選拔組成員於本屆跌至Under Girls，包括第26位增田有華（去年第20位）、第22位倉持明日香（去年第21位）、第21位佐藤亞美菜（去年第18位）、第20位秋元才加（去年第17位）和第17位高城亞樹（去年第12位）。高城發表感言時表示「很不甘」，一直未展笑容。

### 單曲選拔成員
接着就是宣佈首16位成員的時間。司儀德光和夫對大島優子以外的單曲選拔成員都贈送了一首川柳，每首川柳都含有該名成員的名字。例如送給第15位橫山由依（ゆい）的是「（認真　是唯一的個性　還真的是啊）」，送給第11位宮澤佐江（さえ）的是「（閃燿的日子　凝視着明天　女演員的道路）」。他也送了志願成為演員的大島優子一句「（偶像之外的道路還有一條女優（意即女演員）的優就是優子的優）」。
首個上台的選拔成員是由去年第22位躍升至第16位梅田彩佳。第15位橫山由依去年因呼吸過度而差點倒下，需要由司儀德光和夫參扶，這次上台時表明「不會再要德光先生幫忙」。
第10位和第9位是SKE48的「W松井」——松井玲奈和松井珠理奈。珠理奈是由第14位升至第9位，玲奈則是維持第10位。公布第10位時會場上「欸」聲四起，對玲奈的排名未能更進一步十分驚訝。兩人都感動而泣。
第8位是板野友美。雖然她未能回到「神7」，但仍表示仍會繼續「走自己的路」。「神7」的第一人是速報第11位的小嶋陽菜，她在感言中表達了她在速報公布後的不安。AKB48隊長高橋南則取得第6位，她延續去年的感言說「雖然運氣可能是必要的，但不努力是不能開始任何事情的」，最後亦重複去年說過的名言「『努力絕對有回報』這句話，我將以我的人生來證明」。
第5位篠田麻里子跌了一位。成員中最年長（26歲）的她說「或許在場有人叫我讓出位置給後輩，但我覺得不讓出位置就上不去的成員在AKB中是贏不了的。」，更說「請來打倒我，我會等你們。有膽量的成員出現後我就會笑着畢業」。其後第4位指原莉乃上台時就此回應「聽到麻里子大人（篠田的暱稱）的說話，我決定絕對不再說些泄氣話」。
第3位跟去年一樣是柏木由紀。她表示雖然希望排名至少能上升一名，但取得第3位也很開心。第2位渡邊麻友去年位於第5位，發表感言時表示「不能相信這是真的」，更強調「若來年再有總選舉，我想要取得第1位」。
第1位是「神七」中唯一剩下來的大島優子。她上台時由前田敦子贈送花束，兩人更在台上熱烈相擁。大島發表感言時說「真的很想再一次看（位於第1位的）景色」，又說「將AKB48的道路擴得更闊的是阿醬（前田的暱稱）。在這個排名，如果我能擔任她這個角色就好了」。前田亦在台上祝賀大島道「今日的優子真的是光芒四射。……恭喜！」此外，前田是於當日晚上8時7分左右由直播節目的錄影廠出發到武道館。

## 結果

### 總結
雖然本屆選舉前田敦子並未參選，但最終總票數仍超過去年的1,166,145票，為1,384,122票。票數超過1萬的成員範圍由第23位擴闊至第31位。不過票數超過十萬的成員只有第1位大島優子一個人，比去年少了一人。
這次總選舉AKB48佔43席，SKE48佔15席，NMB48佔5席，HKT48佔1席。出身地方分布方面，64人中最多人是出身自愛知縣，共15人。其次為東京都13人，埼玉縣11人，大阪府5人，千葉縣和神奈川縣各4人。由於當選名額大幅增加24個，首次或再次上榜的成員多達26人。AKB48為12人，SKE48為9人，NMB48為4人，HKT48為1人。由於去年的第1位前田敦子退選和第26位平嶋夏海早已退出組合，不在候選人之列，所以這次並沒有人落選。
在AKB48各隊伍中，Team A入選的成員最多，除了松原夏海以外，所有成員也奪得名次。各衍生組合，包括走廊奔跑隊7（除了並非AKB48成員的浦野一美）、French Kiss、DiVA、Not yet、no3b各成員也奪得名次。
總選舉四個組別的中心都是AKB48的成員，分別是Team K的大島優子、Team A的高城亞樹（Under Girls）和岩佐美咲（Next Girls），以及研究生武藤十夢（Future Girls）。

### 排名變化
大熱門大島優子取得第1位，票數跟第2位的渡邊麻友相差約36,000票。第2位是變成渡邊麻友與柏木由紀二人的對決，結果渡邊麻友比上屆上升約13,000票得到第2位。柏木由紀比上屆得票減少數千票，得到第3位。 指原莉乃今次的得票仍然持續上升，得到第4位，她以三百多票之差，令篠田麻里子的排名降至第5位。指原是历届总选均为圈内成员中唯一一名每年排名都上升的成員（27→19→9→4）。AKB48隊長高橋南的得票上升12,690票，再次與小嶋陽菜的互換排名。板野友美未能在前田退選的情況下上升排名，維持第8位。
上屆處於Under Girls組別第1位（即第22位）的梅田彩佳得第16位，首次在總選舉進入選拔組。橫山由依的得票亦躍進，由第19位上升至第15位。上屆是媒體選拔的高城亞樹則跌出選拔組，但由於她是Under Girls的第1名，故她是Under Girls的中心。秋元才加、佐藤亞美菜、倉持明日香和增田有華亦跌出選拔組。Under Girls被SKE48和NMB48佔了過半數，AKB48變成少數。

### 姊妹組合
SKE48共有15人入選（40位內則有12人），比去年40位內佔6席增加不少。其中8人（第24位、第25位、第27位至第32位）佔了半組Under Girls。SKE48唯一入選的研究生松村香織和Team KII的向田茉夏在Next Girls中亦佔了第2位和第3位。不過15名入選成員中只有第56位木本花音隸屬於Team E。至於SKE48的頂點之爭——「W松井」，松井珠理奈上升近萬票，以三千多票之差奪得第9位，在SKE48中排名最高，也是歷年姊妹組合成員的排名中最高的。松井玲奈則跟去年一樣得第10位。
NMB48共有5人入選（40位內則有2人），包括由第28位升至第18位的山本彩和4名初次入選的成員，包括渡邊美優紀、福本愛菜、山田菜菜和小笠原茉由。其中渡邊初次當選就得到第19位，只比山本低一位。這次沒有Team M的成員或NMB48研究生入選，5名入選成員都隸屬於Team N。
HKT48僅有1人入選，不過不是速報的江藤彩也香，而是Team H的宮脇咲良。她的票數為6,635票，得第47位。

### 投票人士分析
根據網站「政治山」的調查，受訪者中約七成的投票者是男性，近三成是女性，其中投票率最高的年齡層是10－19歲。投票高峰期位於單曲發售第二天和截止投票前一天，投票時間主要是晚上8時至11時。票數比例最高的地區為首都圈（34.9%），而最低為四國地方（2.3%）。調查指出雖然三個姊妹團體（SKE48、NMB48和HKT48）的根據地都位於西日本（AKB48則位於東日本），但是按人口比率計算，投票率仍呈現「東高西低」的現象。

### 詳細結果
| 今屆排名     | 成員名稱     | 所屬隊伍                   | 得票         | 速報         | 速報         | 過去排名       | 過去排名       | 過去排名       |
| 今屆排名     | 成員名稱     | 所屬隊伍                   | 得票         | 得票         | 排名         | 第三次總選排名 | 第二次總選排名 | 第一次總選排名 |
| 單曲選拔成員 | 單曲選拔成員 | 單曲選拔成員               | 單曲選拔成員 | 單曲選拔成員 | 單曲選拔成員 | 單曲選拔成員   | 單曲選拔成員   | 單曲選拔成員   |
| ------------ | ------------ | -------------------------- | ------------ | ------------ | ------------ | -------------- | -------------- | -------------- |
| 1            | 大島優子     | AKB48 Team K               | 108,837票    | 15,093票     | 1            | 2              | 1              | 2              |
| 2            | 渡邊麻友     | AKB48 Team B               | 72,574票     | 11,329票     | 3            | 5              | 5              | 4              |
| 3            | 柏木由紀     | AKB48 Team B               | 71,076票     | 12,654票     | 2            | 3              | 8              | 9              |
| 4            | 指原莉乃     | AKB48 Team A               | 67,339票     | 9,337票      | 4            | 9              | 19             | 27             |
| 5            | 篠田麻里子   | AKB48 Team A               | 67,017票     | 8,619票      | 6            | 4              | 3              | 3              |
| 6            | 高橋南       | AKB48 Team A               | 65,480票     | 8,955票      | 5            | 7              | 6              | 5              |
| 7            | 小嶋陽菜     | AKB48 Team A               | 54,483票     | 5,334票      | 11           | 6              | 7              | 6              |
| 8            | 板野友美     | AKB48 Team K               | 50,483票     | 6,595票      | 9            | 8              | 4              | 7              |
| 9            | 松井珠理奈   | SKE48 Team S／AKB48 Team K | 45,747票     | 7,795票      | 8            | 14             | 10             | 19             |
| 10           | 松井玲奈     | SKE48 Team S               | 42,030票     | 8,460票      | 7            | 10             | 11             | 29             |
| 11           | 宮澤佐江     | AKB48 Team K               | 40,261票     | 6,280票      | 10           | 11             | 9              | 14             |
| 12           | 河西智美     | AKB48 Team B               | 27,005票     | 3,227票      | 17           | 16             | 12             | 10             |
| 13           | 北原里英     | AKB48 Team B               | 26,531票     | 3,302票      | 16           | 13             | 16             | 13             |
| 14           | 峯岸南       | AKB48 Team K               | 26,038票     | 3,396票      | 15           | 15             | 14             | 16             |
| 15           | 橫山由依     | AKB48 Team K               | 25,541票     | 4,301票      | 12           | 19             | 圈外           | 未加入         |
| 16           | 梅田彩佳     | AKB48 Team K               | 24,522票     | 3,484票      | 14           | 22             | 32             | 圈外           |
| Under Girls  |              |                            |              |              |              |                |                |                |
| 17           | 高城亞樹     | AKB48 Team A               | 23,083票     | 3,661票      | 13           | 12             | 13             | 23             |
| 18           | 山本彩       | NMB48 Team N               | 23,020票     | 3,218票      | 18           | 28             | 未加入         | 未加入         |
| 19           | 渡邊美優紀   | NMB48 Team N／AKB48 Team B | 19,159票     | 2,976票      | 19           | 圈外           | 未加入         | 未加入         |
| 20           | 秋元才加     | AKB48 Team K               | 19,121票     | 1,743票      | 32           | 17             | 17             | 12             |
| 21           | 佐藤亞美菜   | AKB48 Team B               | 17,009票     | 2,392票      | 21           | 18             | 18             | 8              |
| 22           | 倉持明日香   | AKB48 Team A               | 14,852票     | 1,653票      | 34           | 21             | 23             | 21             |
| 23           | 島崎遙香     | AKB48 Team 4               | 14,633票     | 2,340票      | 22           | 圈外           | 28             | 未加入         |
| 24           | 高柳明音     | SKE48 Team KII             | 14,111票     | 2,471票      | 20           | 23             | 35             | 圈外           |
| 25           | 秦佐和子     | SKE48 Team KII             | 13,920票     | 2,312票      | 24           | 33             | 圈外           | 未加入         |
| 26           | 增田有華     | AKB48 Team B               | 13,166票     | 2,182票      | 25           | 20             | 25             | 25             |
| 27           | 大矢真那     | SKE48 Team S               | 12,142票     | 1,919票      | 28           | 30             | 24             | 圈外           |
| 28           | 矢神久美     | SKE48 Team S               | 11,712票     | 1,671票      | 33           | 圈外           | 38             | 圈外           |
| 29           | 須田亞香里   | SKE48 Team S               | 11,323票     | 2,149票      | 26           | 36             | 圈外           | 未加入         |
| 30           | 古川愛李     | SKE48 Team KII             | 11,179票     | 2,340票      | 22           | 圈外           | 圈外           | 圈外           |
| 31           | 木崎由里亞   | SKE48 Team S               | 10,554票     | 1,624票      | 35           | 圈外           | 未加入         | 未加入         |
| 32           | 小木曾汐莉   | SKE48 Team KII             | 9,596票      | 1,788票      | 29           | 圈外           | 圈外           | 未加入         |
| Next Girls   |              |                            |              |              |              |                |                |                |
| 33           | 岩佐美咲     | AKB48 Team A               | 9,297票      | 1,023票      | 45           | 圈外           | 圈外           | 圈外           |
| 34           | 松村香織     | SKE48 研究生               | 9,030票      | 1,194票      | 39           | 圈外           | 圈外           | 未加入         |
| 35           | 向田茉夏     | SKE48 Team KII             | 8,552票      | 1,948票      | 27           | 圈外           | 圈外           | 圈外           |
| 36           | 仲谷明香     | AKB48 Team A               | 8,505票      | 1,348票      | 36           | 圈外           | 圈外           | 圈外           |
| 37           | 中田千智     | AKB48 Team A               | 8,315票      | 1,188票      | 40           | 圈外           | 圈外           | 圈外           |
| 38           | 宮崎美穗     | AKB48 Team B               | 8,173票      | 970票        | 49           | 27             | 21             | 18             |
| 39           | 永尾瑪利亞   | AKB48 Team 4               | 7,809票      | 818票        | 53           | 圈外           | 圈外           | 未加入         |
| 40           | 藤江麗奈     | AKB48 Team K               | 7,782票      | 1,166票      | 41           | 40             | 33             | 圈外           |
| 41           | 小林香菜     | AKB48 Team B               | 7,195票      | 1,110票      | 43           | 圈外           | 圈外           | 圈外           |
| 42           | 前田亞美     | AKB48 Team A               | 7,168票      | 810票        | 55           | 37             | 圈外           | 圈外           |
| 43           | 福本愛菜     | NMB48 Team N               | 6,912票      | 816票        | 54           | 圈外           | 未加入         | 未加入         |
| 44           | 仲川遙香     | AKB48 Team A               | 6,890票      | 1,244票      | 38           | 24             | 20             | 圈外           |
| 45           | 田野優花     | AKB48 Team 4               | 6,694票      | 圈外         | 圈外         | 未加入         | 未加入         | 未加入         |
| 46           | 山田菜菜     | NMB48 Team N               | 6,683票      | 1,136票      | 42           | 圈外           | 未加入         | 未加入         |
| 47           | 宮脇咲良     | HKT48 Team H               | 6,635票      | 圈外         | 圈外         | 未加入         | 未加入         | 未加入         |
| 48           | 片山陽加     | AKB48 Team A               | 6,602票      | 955票        | 51           | 圈外           | 37             | 28             |
| Future Girls |              |                            |              |              |              |                |                |                |
| 49           | 武藤十夢     | AKB48 研究生               | 6,428票      | 1,757票      | 30           | 未加入         | 未加入         | 未加入         |
| 50           | 石田晴香     | AKB48 Team B               | 6,333票      | 985票        | 48           | 圈外           | 27             | 圈外           |
| 51           | 菊地彩香     | AKB48 Team K               | 6,185票      | 653票        | 61           | 圈外           | 圈外           | 圈外           |
| 52           | 多田愛佳     | AKB48 Team A               | 6,140票      | 912票        | 52           | 25             | 22             | 20             |
| 53           | 松井咲子     | AKB48 Team K               | 6,058票      | 圈外         | 圈外         | 38             | 圈外           | 圈外           |
| 54           | 山內鈴蘭     | AKB48 Team 4               | 6,027票      | 988票        | 47           | 圈外           | 36             | 未加入         |
| 55           | 仁藤萌乃     | AKB48 Team K               | 6,025票      | 圈外         | 圈外         | 31             | 29             | 圈外           |
| 56           | 木本花音     | SKE48 Team E               | 5,982票      | 1,039票      | 44           | 圈外           | 未加入         | 未加入         |
| 57           | 大場美奈     | AKB48 Team 4               | 5,969票      | 786票        | 56           | 35             | 圈外           | 未加入         |
| 58           | 市川美織     | AKB48 Team 4               | 5,963票      | 702票        | 59           | 39             | 未加入         | 未加入         |
| 59           | 大家志津香   | AKB48 Team A               | 5,933票      | 964票        | 50           | 29             | 圈外           | 圈外           |
| 60           | 小笠原茉由   | NMB48 Team N               | 5,919票      | 1,746票      | 31           | 圈外           | 未加入         | 未加入         |
| 61           | 佐藤菫       | AKB48 Team B               | 5,706票      | 圈外         | 圈外         | 34             | 31             | 圈外           |
| 62           | 矢方美紀     | SKE48 Team KII             | 5,606票      | 1,345票      | 37           | 圈外           | 圈外           | 未加入         |
| 63           | 中西優香     | SKE48 Team S               | 5,592票      | 618票        | 63           | 圈外           | 圈外           | 圈外           |
| 64           | 小森美果     | AKB48 Team B               | 5,398票      | 圈外         | 圈外         | 32             | 30             | 圈外           |

## 選後

### 反應
選拔總選舉結束翌日開始被各方媒體大幅報導。例如《日刊體育》在6月7日以特別紙面刊載大篇幅特集。
富士電視台的直播節目於關東地區取得18.7%的平均收視率，關西地區則有17.9%。SKE48的發源地——名古屋地區的平均收視率更高達21.5%。瞬間最高收視率方面，關東地區為第4位指原莉乃發表感言時最高，為28.0%；關西地區則是公布第2位渡邊麻友時最高，為29.4%（名古屋地區為32.4%）。6月4日至9日，在日本演藝界多則新聞中，關於選拔總選舉的新聞播映時間最長。
當日網上直播的播放次數達300萬次，為日本國內的最高紀錄，最高連接數目則超過32萬，Google+的「+1」數量亦超過29萬。截至6月7日上午10時，在新浪微博跟選拔總選舉相關的訊息超過900萬個。

### 影響
社會上有一些模仿選拔總選舉的活動。廣島縣舉辦了「吉祥物角色總選舉」。另外不少遊戲以此概念舉辦了角色總選舉，勝出的角色均有特別優待，遊戲包括《閃亂神樂 Burst -紅蓮的少女們-》、等等。福岡市博物館在同年6月至9月舉辦「幽靈、妖怪畫大全集」展覽，當中舉辦名為「TKI48總選舉」的投票活動，讓參觀者選出最喜愛的妖怪（Yōkai）。滋賀縣的湖北野鳥中心（Kohoku Wildbirds Center）則舉辦了名為「KBC48」的活動，讓參觀者選出最喜愛的鳥類。
經濟評論家森永卓郎將CD銷量和直播廣告費等等計算在內，估計這次總選舉的經濟影響達200億日圓。

### 第27張單曲發行
隨着總選舉完結，AKB48宣布第27張單曲將於同年8月29日發售。7月14日，AKB48於音樂特別節目《音樂日》公布第27張單曲的名稱《格子花紋》，並於該節目首次表演這首歌。這張單曲發售首周的銷量約為118.2萬張，成為AKB48連續第14張首周銷量過百萬張的單曲。

### 各組別活動
AKB48舉辦了名為「AKB48第4屆選拔總選舉Waiting Girls」的計劃，讓圈外的172名成員（第65位或以下）能於34家出版社的43本雜誌上刊載個人寫真，給予機會各成員去表現自己。例如Oricon的8月號上就刊載了NMB48山口夕輝的個人寫真。
Next Girls的歌曲《DoReMiFa音痴》（ドレミファ音痴）被用作「JOYSOUND」的廣告歌曲。Next Girls全部16名成員亦參與了該廣告的演出，在廣告中以女醫生的造型登場。8月27日22時，以她們命名的電台節目《AKB48 Next Girls的全夜日本GOLD》（AKB48ネクストガールズのオールナイトニッポンＧＯＬＤ）播出。

## 評論
AKB48總製作人秋元康在完結後為選舉總結，說這次選舉中能看見成員各自的成長，並為成員們能以好好思考自己的定位而感動，稱讚成員的感言都很好。在現場觀看的倫敦靴子1號2號田村淳亦表示相當感動，讓他理解到每個成員都是抱着自己的想法來加入AKB48。藝人泰利伊藤（テリー伊藤）認為排名下跌的感言較有趣，能實在地將現實傳達給觀眾，並說這些成員不屈的樣子能給予人們勇氣。網上亦對篠田麻里子在台上的感言表示讚賞。
跟往年一樣，總選舉並非一人一票的情況繼續受到批評，觀點包括「排名不等於人氣」、「比起只投一票的多數派，大量購入CD的少數派較為有利」、「用完投票劵就把CD盒給扔了」等。另外，有人表示雖然喜歡AKB48，但不喜歡「總選舉的瘋狂吵閙」。有人認為選拔總選舉不應受到如此重視，例如主播小倉智昭在富士電視台的節目提到他在當時正在收看TBS的排球節目，網上也有「完全不明白這有甚麼好」等的評論。《日本時報》的評論指總選舉在媒體上不值得有這麼多曝光率，更指這是「AKB48玩得最好的把戲之一」，「將毫無意義的人氣投票變成對人們有意義的事情，而且還可以賺錢」。

## 外部連結
- 官方網站（页面存档备份，存于）（日語）
- Oricon（页面存档备份，存于）（日語）
- YouTube（页面存档备份，存于）（日語）
- Google+（日語）